# Chenango (fiume)
Il fiume Chenango è un corso d'acqua che scorre per 145 km nello stato di New York e sfocia nel fiume Susquehanna presso Binghamton, nella contea di Broome.
Esso drena l'area della piana erosa nella parte superiore dello Stato di New York, all'estremità settentrionale del bacino imbrifero del fiume Susquehanna.
Prende il nome dal termine in linguaggio oneida (una lingua irochese) che significa cardo asinino (bull thistle in lingua inglese). Nel XIX secolo il fiume fornì un collegamento critico nel sistema di canali degli Stati Uniti nordorientali. Il canale Chenango, costruito negli anni 1836 e 1837 fra Utica e Binghamton, collegava il canale Erie al nord al fiume Susquehanna. Reso obsoleto dall'avvento delle ferrovie, venne abbandonato nel 1878.
Esondazioni si verificano spesso in primavera ed in autunno.

## Corso
Il fiume inizia il suo corso presso Morrisville, nella Contea di Madison, al centro dello Stato di New York, a circa 25 miglia a sudovest di Utica. Le sue acque provengono dai laghi Campbell e scorrono attraverso la palude in direzione sud-sudest. Da Morrisville egli scorre a sud dopo Eaton, parallelamente a ciò che rimane del vecchio Canale Chenango, da Randallsville, appena a sud di Hamilton, fino a poco a nord di Earlville, dove il vecchio canale gli si congiungeva.
Proseguendo il suo corso verso sud il Chenango riceve le acque del Sangerfield, noto anche come ramo orientale dello stesso Chenango, appena a sud di Earlville.
Quindi prosegue il suo corso da dopo Sherburne a Norwich, ove piega a sud-ovest. Presso Oxford egli gira ancora verso sud-ovest. Dopo Brisben e Greene procede verso Chenango Forks, ove, circa nove miglia a nord di Binghamton, riceve le acque del suo tributario principale, il fiume Tioughnioga.
Il suo corso termina nelle acque del fiume Susquehanna.